# كلدرن

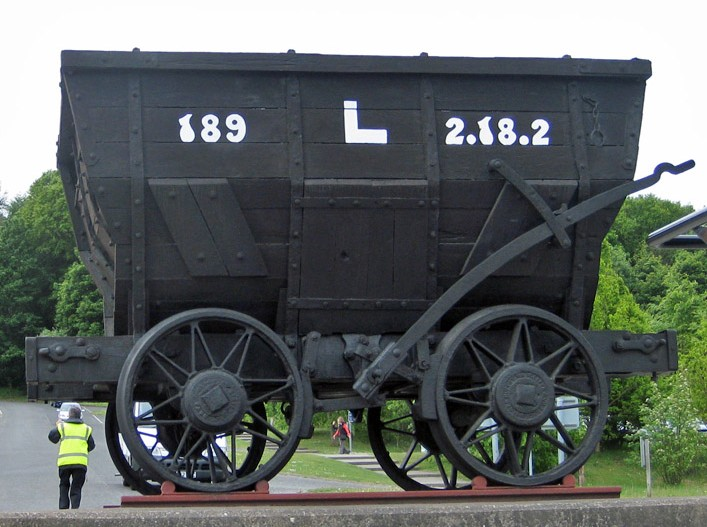
عربة كلدرن، ذراع المكابح الطويل مخصص للتحكم عند النزول إلى الرصيف عن طريق الجاذبية.

كان الكَلْدَرن مقياسًا إنجليزيًا للحجم الجاف ويستخدم في الغالب للفحم ؛ الكلمة نفسها هي تهجئة عفا عليها الزمن من للحلة . جرى استخدامه من القرن الثالث عشر فصاعدًا ، اسميًا حتى عام 1963 عندما ألغي بموجب قانون الأوزان والمقاييس عام 1963 ولكن في الممارسة العملية حتى نهاية عام 1835 عندما حدد قانون الأوزان والمقاييس لذلك العام أن الفحم من ذلك الحين فصاعدًا يمكن أن يكون فقط تباع بالوزن.